# Multi-master реплікація
Multi-master реплікація є методом реплікації бази даних, яка дозволяє зберігати дані групою комп'ютерів. В той же час, будь-який член групи може змінювати, додавати чи видаляти дані.
Multi-master система реплікації забезпечує поширення змін даних, створених кожним учасником до решти групи, та вирішення будь-яких конфліктів, які можуть виникнути через одночасні зміни, внесені різними учасниками.
Multi-master реплікації можна порівняти з master-slave технологією, в якій один з членів групи позначається як "майстер"для даного елемента даних і тільки вузла дозволяється змінювати дані. 
Інші члени групи, що хочуть внести зміни в елемент даних майстера повинні спочатку отримати дозвіл майстера. 
Наявність лише одного майстра полегшує досягнення узгодженості між членами групи, але така система є менш гнучкою, ніж системи реплікації з кількома майстрами. 

## Переваги
- У випадку збоїв в одного з майстрів, інши майстри продовжать його роботу.
- Фізично майстри можуть знаходитися в різних фізичних місцях.

## Недоліки
- Більшість multi-master систем реплікації слабко підтримують цілісність даних, повільні та асинхронні.
- Системи є дуже складними і вносять деяку затримку з виконанням операцій.
- Можуть виникати складні проблеми з розв'язанням конфліктів.

## Способи реалізації

### Основані на логах
Лог транзакцій бази даних використовується для відслідковування змін. Зміни в базах даних розповсюджуються асинхронно.

### Основані на трігерах
Зміни можуть розповсюджуватися асинхронно та навіть і синхронно.